# سیارک ۱۵۵۴۳۸
سیارک ۱۵۵۴۳۸ (به انگلیسی: 155438 Velasquez، نامگذاری:1998DV) صد و پنجاه و پنج هزار و چهارصد و سی و هشتمین سیارک کشف شده‌است که در ۱۸ فوریه ۱۹۹۸ کشف شد.